# گیکور (داستان)
گیکور (ارمنی: Գիքոր) یک داستان کوتاه که توسط هوهانس تومانیان نویسنده شهیر ارمنی نگاشته شده است.

## خلاصه داستان
«هامبو» (ارمنی: Համբո) که مردی دهقان است، ناچار می‌شود پسرش «گیکور» (ارمنی: Գիքոր) را که ۱۲ سال دارد برای کار به شهر ببرد. او را در شهر نزد «آرتم بزاز» (ارمنی: բազազ Արտեմ) می‌گذارد. آرتم، نخست گیکور را در خانه به کار می‌گمارد. اما اشتباهات گیکور و نارضایتی زن بزاز سبب می‌شود او را به دکان بزازی ببرد. در آنجا نیز گیکور مرتب تنبیه می‌شود و گرسنه می‌ماند. گیکور دوست دارد به خانه بازگردد، اما نمی‌تواند. چون پدرش در نامه‌ای برای او نوشته است که احتیاج به پول دارند. با فرارسیدن زمستان گیکور که لباس مناسب و غذای کافی ندارد، بیمار می‌شود و پیش از اینکه پدرش بتواند او را به ده بازگرداند، می‌میرد.

## اقتباسی سینمایی
بر اساس این داستان تا کنون دو نسخه سینمایی نیز تهیه شده است که عبارتنداز:
- گیکور (فیلم ۱۹۳۴)
- گیکور (فیلم ۱۹۸۲)

همچنین در سال ۱۹۷۷ میلادی (۱۳۵۶ خورشیدی)، واروژ کریم‌مسیحی، فیلمنامه «کوچ» را براساس تلفیقی از داستان گیکور هوهانس تومانیان و داستانی از محمود دولت‌آبادی می‌نویسد و می‌سازد.

## بر روی صحنه
ساموئل خاچیکیان در سال ۱۹۸۱ میلادی (۱۳۶۰ خورشیدی) با «گروه تئاتر مردمی» از تهران به جلفای نو اصفهان رفت و داستان گیکور نوشتهٔ هوهانس تومانیان را چندین شب در جلفای نو اصفهان اجرا کرد.

## پیوند
- «Gikor (1895) by Hovhannes Tumanyan - Internet Archive».